# Olga Voshchakina
Olga Voshchakina –en ruso, Ольга Вощакина– (Novosibirsk, 27 de enero de 1961) es una deportista soviética que compitió en esgrima, especialista en la modalidad de florete.
Ganó cuatro medallas en el Campeonato Mundial de Esgrima entre los años 1985 y 1989.
Participó en dos Juegos Olímpicos de Verano, ocupando el cuarto lugar en Seúl 1988 y el cuarto en Barcelona 1992, en la prueba por equipos.

## Palmarés internacional
| Campeonato Mundial | Campeonato Mundial      | Campeonato Mundial | Campeonato Mundial  |
| Año                | Lugar                   | Medalla            | Prueba              |
| ------------------ | ----------------------- | ------------------ | ------------------- |
| 1985               | Barcelona (España)      | Medalla de bronce  | Florete por equipos |
| 1986               | Sofía (Bulgaria)        | Medalla de oro     | Florete por equipos |
| 1986               | Sofía (Bulgaria)        | Medalla de bronce  | Florete individual  |
| 1989               | Denver (Estados Unidos) | Medalla de plata   | Florete por equipos |